# 红山文化女神像
红山文化女神像是一件出土于辽宁省凌源市牛河梁遗址的新石器时代晚期文物，是中国第一批禁止出境展览文物之一， 现收藏于辽宁省考古研究所。
头像出土于牛河梁遗址的女神庙址主室西侧，像高22.5厘米，宽23.5厘米，与真人头部大小相当。质地为黄土掺草。
因牛梁河遗址为典型的红山文化，故头像被称为红山文化女神像。